# Il corazziere
Il corazziere è un film del 1960 diretto da Camillo Mastrocinque ed interpretato da Renato Rascel.

## Trama
Nell'Italia fascista, Urbano Marangoni ambisce di poter diventare corazziere, come il suo defunto padre, ma si tratta di un sogno destinato a non avverarsi a causa della sua bassa statura. Lavora come batterista in un'orchestra di un locale notturno, ma un giorno entra senza volerlo in urto con i capi locali del regime e viene licenziato. Conosce Mirella, una giovane vicina di casa, ed i due entrano in simpatia, ma lei è proprio la figlia del locale capo fascista.
Dopo essersi fatto tutte le guerre dell'Italia fascista - la conquista dell'Etiopia, la Spagna, l'Albania, la Russia ed il Nordafrica - torna in patria ed in circostanze sfortunate perde l'iscrizione al Partito Fascista. Con l'aiuto del padre di Mirella, divenuta la sua fidanzata, riprende la tessera fascista ma la ottiene proprio il giorno della caduta di Mussolini, per cui viene malmenato per strada, mentre il suo futuro suocero nasconde in fretta e furia ogni traccia del suo ruolo nel decaduto regime.
Quando finalmente riesce a sposarsi, il suo matrimonio si celebra proprio il 7 settembre ed il giorno stesso viene rapito da emissari del re, i quali gli chiedono, data la sua statura, di fare il sosia di Vittorio Emanuele III, in modo da coprirne la fuga. Gli promettono che in cambio egli potrà finalmente ricevere la tanto sospirata nomina a Corazziere. Ma, scampato anche a questa disavventura e finita la guerra, tutti si dimenticano delle promesse. Lui quindi passerà le giornate ad inscenare proteste contro le ingiustizie subìte, sino a che uno di quelli che gli avevano fatto la promessa lo assumerà per fare la pubblicità alla sua azienda di formaggini. Così Urbano nello spot televisivo potrà finalmente indossare la tanto sospirata divisa.

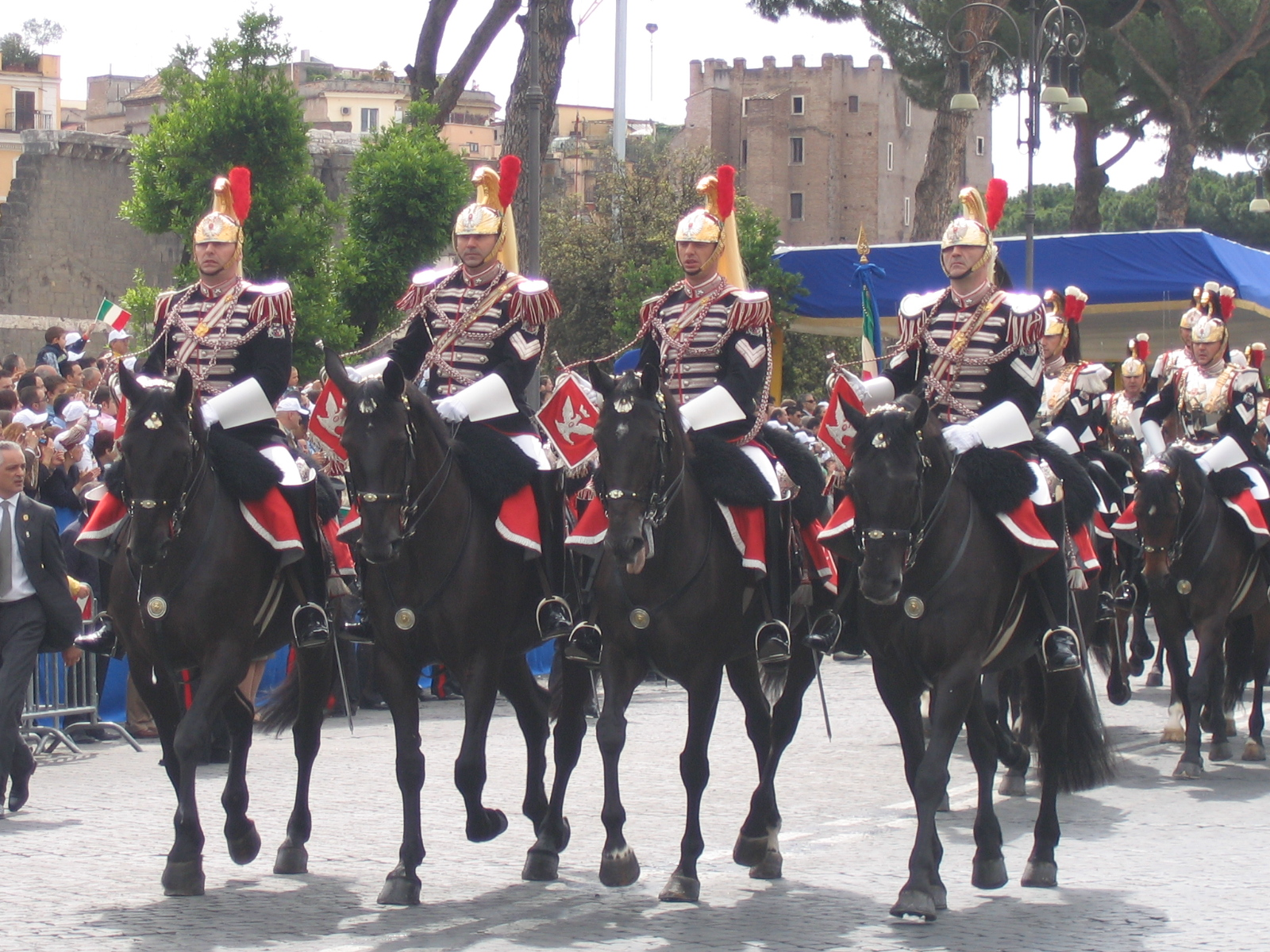
Corazzieri a cavallo veri durante una parata militare

## Altre notizie
Nel film Rascel canta la canzone Il piccolo corazziere, composta nel 1948 che ebbe in quegli anni una buona notorietà e che fu anche riproposta dal "Piccoletto" (nomignolo con cui era conosciuto Rascel) in varie trasmissioni televisive.

## Incasso
Il corazziere ha incassato 163 milioni di lire.

## Critica e commenti
"Il sacco di Babbo Natale cinematografico – scrisse Stampa Sera – ci riserva Rascel, che farà al cinema, come già nella rivista, un film senza problemi e senza sottofondi..."
”Il film procede con una comicità scontata – è scritto sul Corriere Lombardo del 20 giugno 1961– presentando un'immagine grossolana dei gerarchi e del periodo fascista. Rascel sta tra il comico ed il sentimentale, Buazzelli è sciupato nella parte, Claudia Mori, molto carina, si vede volentieri”. Quando interpretò Il corazziere Claudia Mori aveva soltanto 16 anni e fu il suo lancio cinematografico, cui seguì anche quello nel campo della rivista, in cui debuttò diciassettenne con la compagnia di Carlo Dapporto